# WASP/WAVE-Proteine
Die WASP/WAVE Proteine, auch Wiskott-Aldrich-Syndrom-Proteine genannt, oder auch nur die WASP-Proteine stellen eine Familie von Proteinen dar, deren Mitglieder eine besondere Rolle bei der Regulation der Aktinnukleation, speziell der des Arp 2/3-Komplexes spielen.

## Struktur und Funktion
WASP/WAVE-Proteine weisen fünf Mitglieder auf: Das Wiskott-Aldrich-Syndrom-Protein (WASP), N-WASP, WAVE1/SCAR1, WAVE2 und WAVE3. Sie alle weisen gemeinsame strukturelle und biochemische Eigenschaften auf – besonders die C-terminale VCA-Domäne, die der Rekrutierung und Aktivierung der Arp 2/3-Komplexes dient, ist stark konserviert. Die Aktivierung der WASP/WAVE-Proteine ihrerseits durch biochemische Signale unterscheiden sich aber voneinander. Das gilt speziell für die stark konservierten N-terminalen Bereiche. So weisen die N-terminalen WH1 (WASP-Homologie 1)-Domänen von WASP und N-WASP strukturelle Ähnlichkeiten mit EVH1-Domänen auf, die aus der Ena/VASP-Proteinfamilie bekannt sind, und die WH1-Domänen binden an Prolin-haltige Motive. Die WHD (WAVE-Homologie)-Domänen der WAVE-Proteine interagieren dagegen mit Abi-Proteinen.